# اسپیس‌اکس دراگن
دراگن (به انگلیسی: Dragon) یک فضاپیمایی تجاری قابل استفاده مجدد با قابلیت حمل ۶٬۰۰۰ کیلوگرم، ساخت شرکت اسپیس‌اکس است. این شرکت در ایالت کالیفرنیا مستقر است.
سازندگان این فضاپیما در سال ۲۰۱۲ مبلغ ۴۴۰ میلیون دلار جهت توسعه پروژه حمل فضانورد از ناسا دریافت کردند.

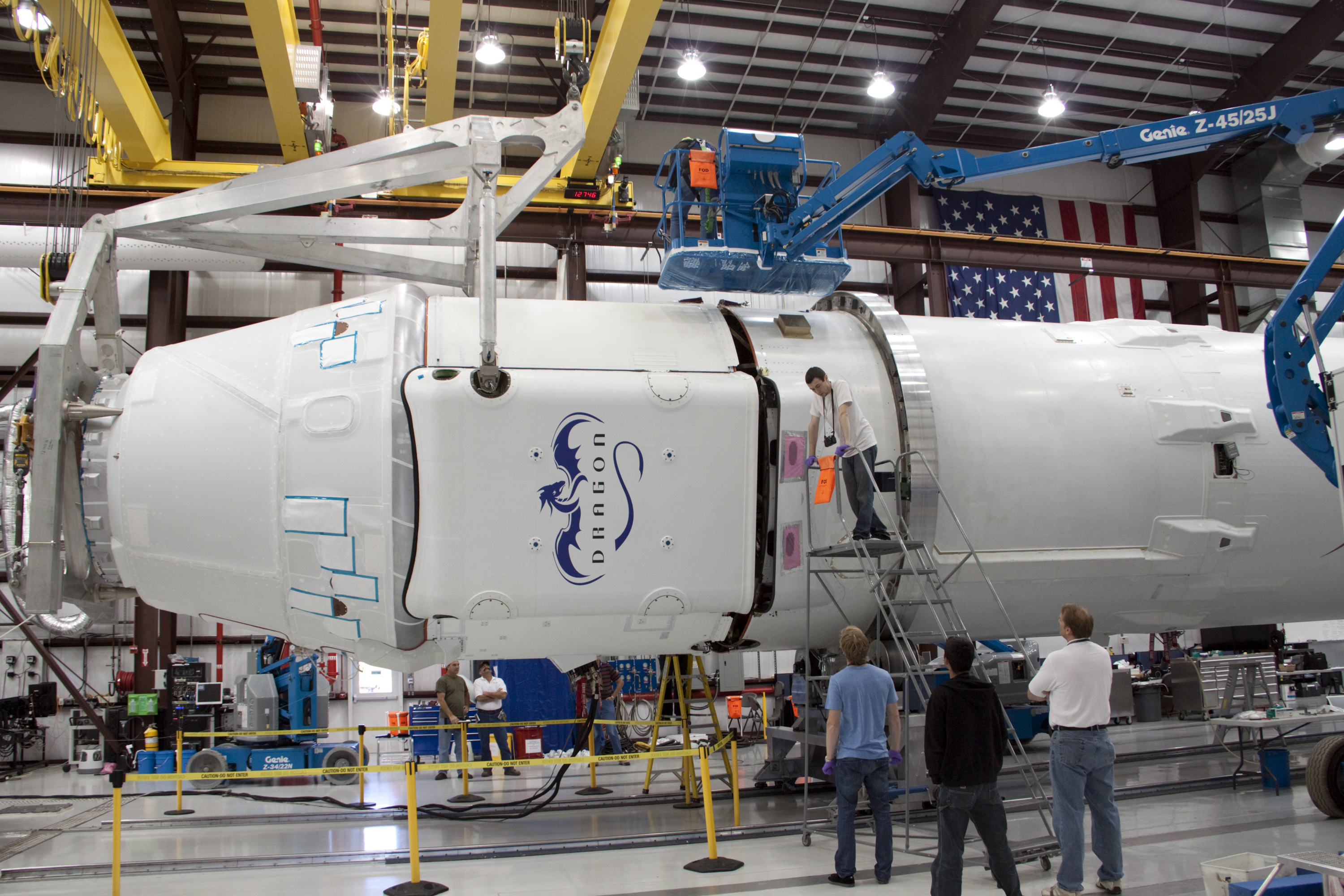

## نامگذاری
ایلان ماسک مدیر عامل اسپس اکس نام دراگن را از روی موزیک "اوه...دراگن جادویی" که توسط گروه پیتر، پال و ماری در سال ۱۹۶۳ میلادی ساخته شد انتخاب کرد. ظاهراً او این اسم را در پاسخ به منتقدانی که پروژه فضایی او را غیرممکن می دانستند انتخاب کرده‌است. 